# Angélica Flores Zambrano
Angélica Flores Zambrano (Manta, circa 1919-Manta, 11 de abril de 2013) fue una escritora, poetisa y educadora manabita. Conocida por muchos como "La Novia de Manta".
Fue autora de los himnos de varios colegios y entidades manabitas.